# Tirol (regio)

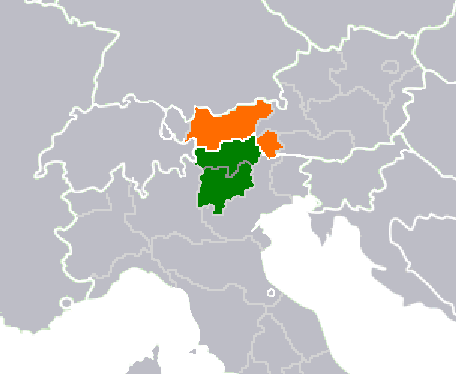
Euregio Tirol-Zuid-Tirol-Trentino

Tirol is een historische regio en graafschap in Centraal-Europa, gelegen in bergketen de Alpen. Het grondgebied is sinds 1919 verdeeld tussen de hedendaagse landen Oostenrijk en Italië. 

## Etymologie
De naam Tirol verwijst naar het Slot Tirol bij Meran. Waar de naam zelf oorspronkelijk vandaan komt, is niet zeker. In een Duitsgezinde verklaring wordt de naam gelinkt aan de Germaanse god Týr, terwijl een andere meer Romaansgezinde verklaring stelt dat de naam is afgeleid van het Ladinische woord Teriòl dat "weg of pad door de bergen" betekent.

## Geografie
Tirol ligt midden in de Alpen. De hoogste bergen in het gebied zijn de Ortler van 3905 meter en de Königspitze van 3850 meter, de Großglockner van 3798 meter, de Monte Cevedale van 3769 meter en de Wildspitze van 3768 meter. De grote rivieren in Tirol zijn de Inn, de Drau en de Lech die in de Donau uitkomen. Het gebied dat rond de Adige gelegen is, hoort sinds 1919 bij het Koninkrijk Italië en noemt men het Italiaanse deel van Tirol. Het is sindsdien afgescheiden van het Oostenrijkse deel van Tirol. De regio grenst in het noorden aan de Duitse deelstaat Beieren, in het westen aan de regio Vorarlberg en het Zwitserse kanton Graubünden, in het zuidwesten aan de streek Lombardije in het zuiden en het zuidoosten aan Veneto en in het oosten aan de Oostenrijkse deelstaten Salzburg en Karinthië

### Agglomeraties

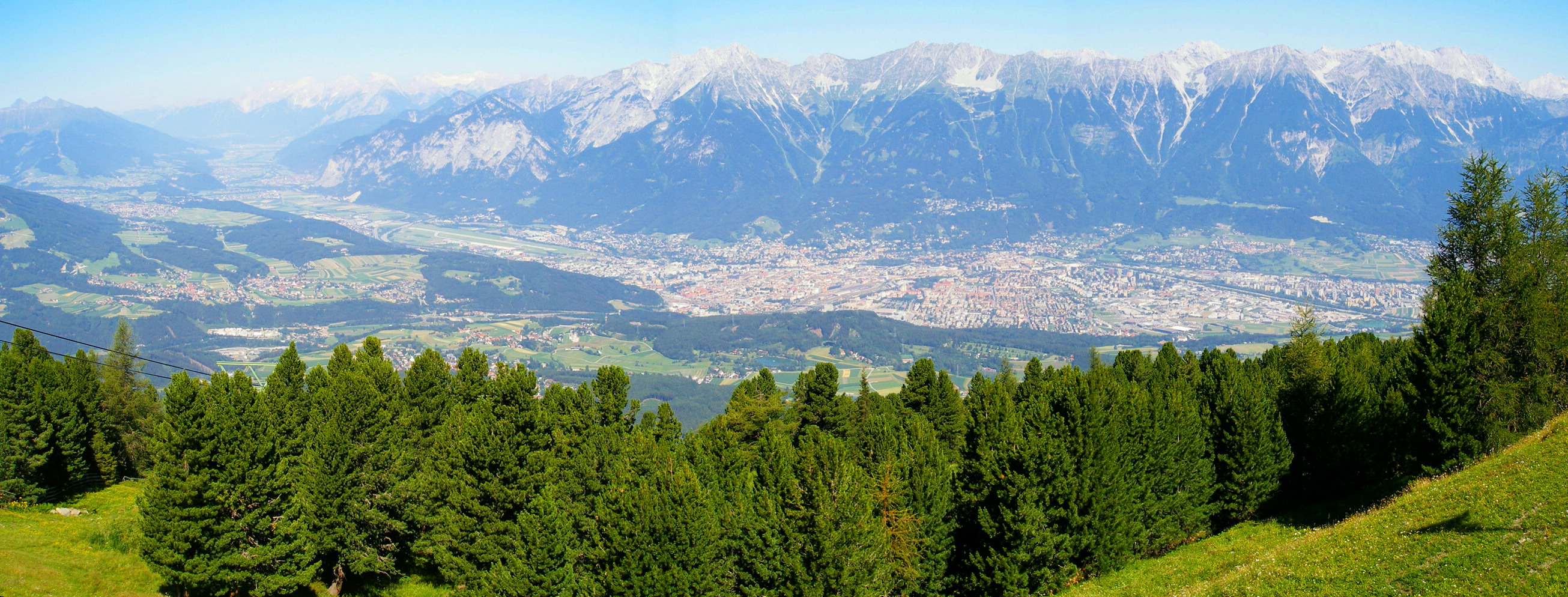
Innsbruck

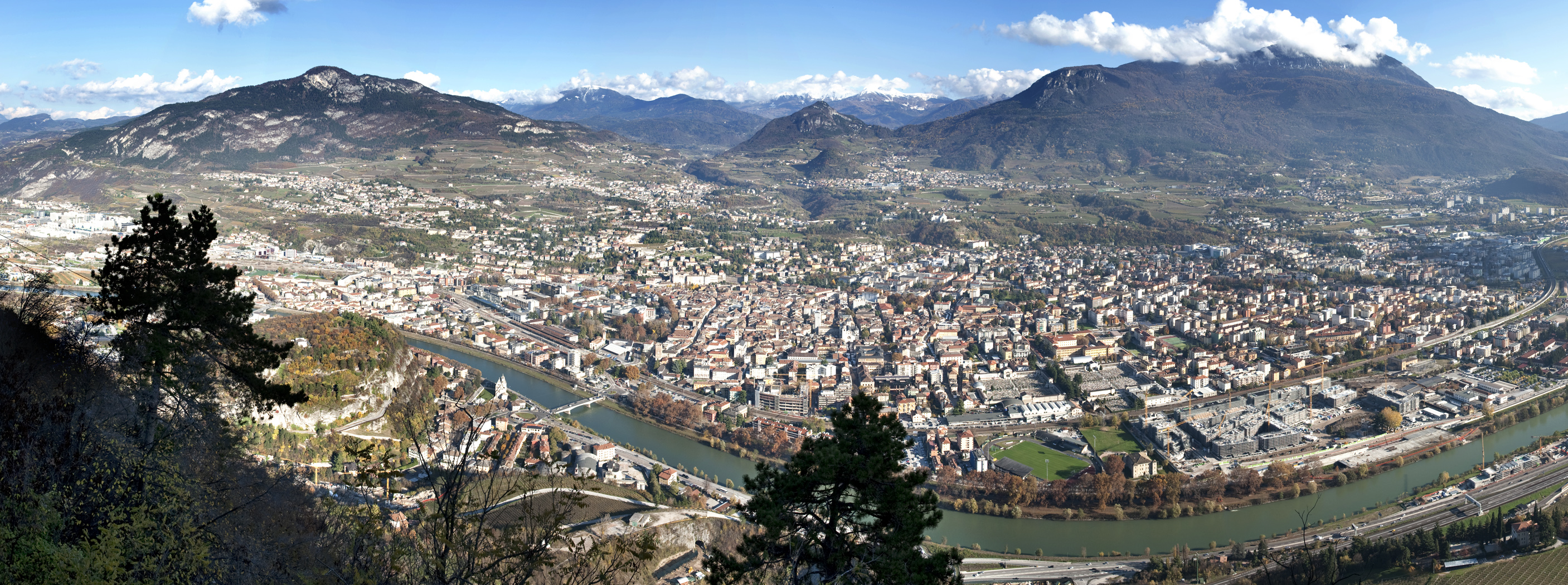
Trente

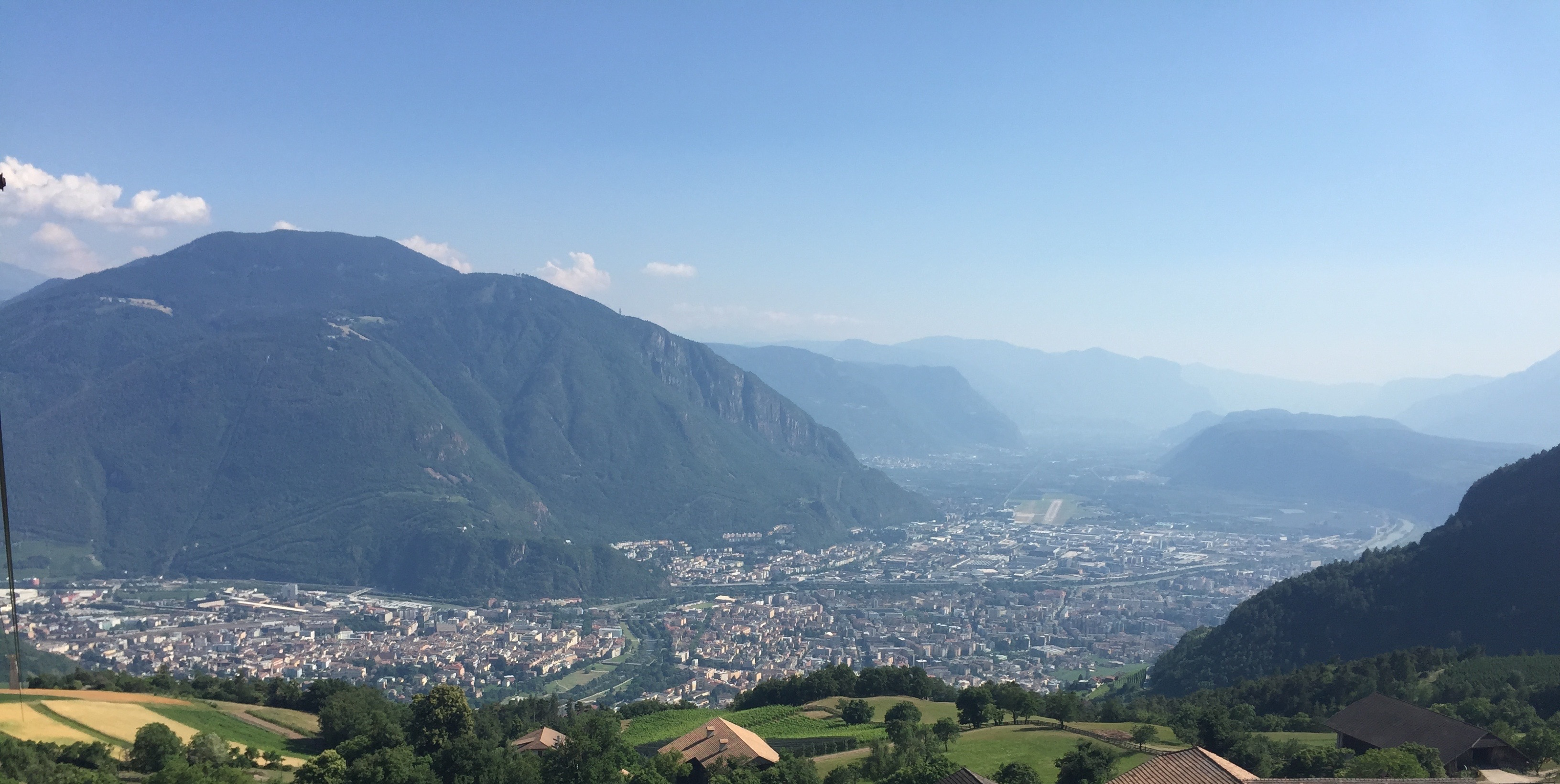
Bolzano

| Nr | Gemeente                | in                  | inwoners |
| -- | ----------------------- | ------------------- | -------- |
| 01 | Innsbruck               | Noord-Tirol         | 130.585  |
| 02 | Trente                  | Trentino-Zuid-Tirol | 118.902  |
| 03 | Bolzano                 | Zuid-Tirol          | 107.407  |
| 04 | Meran                   | Zuid-Tirol          | 041.170  |
| 05 | Rovereto                | Trentino-Zuid-Tirol | 040.285  |
| 06 | Brixen                  | Zuid-Tirol          | 022.572  |
| 07 | Pergine Valsugana       | Trentino-Zuid-Tirol | 021.548  |
| 08 | Kufstein                | Noord-Tirol         | 019.625  |
| 09 | Leifers                 | Zuid-Tirol          | 018.029  |
| 10 | Arco                    | Trentino-Zuid-Tirol | 017.927  |
| 11 | Riva del Garda          | Trentino-Zuid-Tirol | 017.602  |
| 12 | Bruneck                 | Zuid-Tirol          | 016.774  |
| 13 | Telfs                   | Noord-Tirol         | 016.133  |
| 14 | Eppan an der Weinstraße | Zuid-Tirol          | 014.932  |
| 15 | Hall in Tirol           | Noord-Tirol         | 014.322  |
| 16 | Wörgl                   | Noord-Tirol         | 014.308  |
| 17 | Schwaz                  | Noord-Tirol         | 013.883  |
| 18 | Lana                    | Zuid-Tirol          | 012.467  |
| 19 | Lienz                   | Oost-Tirol          | 011.871  |
| 20 | Imst                    | Noord-Tirol         | 010.919  |

Bijgewerkt tot: 1 januari 2022 (Oostenrijkse gemeentes); 31 december 2019 (Italiaanse gemeentes)

## Geschiedenis

### Het ontstaan van het graafschap Tirol
Het latere Tirol maakte sinds ongeveer 600 deel uit van het stamhertogdom Beieren. Aan het eind van de zevende eeuw was er een Beierse grensgraaf te Bozen. In het begin van de achtste eeuw was ook het gebied rond Meran in Beierse handen. In het begin van de elfde eeuw droeg de keizer de mark Trente en de graafschappen Bozen en Vinschgau aan het prinsbisdom Trente over. De graafschappen in het Inndal, het dal van de Adige en het graafschap in het Pustertal kwamen aan het prinsbisdom Brixen. Ten koste van de wereldlijke macht van deze twee prinsbisschoppen ontstond het graafschap Tirol. Aanvankelijk waren er meer adellijke geslachten die een machtsbasis opbouwden: de graven van Flavon, de graven van Andechs en de graven van Tirol. Uiteindelijk kregen de graven van Tirol (naam van hun slot bij Meran) de overhand en werd het hele gebied naar dit slot genoemd. Een belangrijke stap werd gezet door graaf Albert IV die in 1210 de voogdij over het prinsbisdom Brixen wist te verwerven, terwijl hij die over het prinsbisdom Trente al had. Met Albert IV stierf echter het gravenhuis in 1253 wel uit.

### Het graafschap Tirol onder het huis Görz
Na de dood van Albert IV in 1253 werd het graafschap verdeeld tussen zijn schoonzoons, graaf Meinhard van Görz uit het Huis der Meinhardijnen en graaf Gebhard van Hirschberg. Gelukkig kon de eenheid grotendeels hersteld worden doordat Meinhard II het Hirschberger deel wist over te nemen. Anderzijds kreeg de broer van Meinhard II, Albrecht I in 1271 het graafschap in het Pusterdal. Dit gebied ging daardoor deel uitmaken van het voorste graafschap Görz. De Tiroolse tak van het huis Görz stierf in 1335 uit met graaf Hendrik.

### Strijd tussen de Huizen Luxemburg en Wittelsbach
De dochter van graaf Hendrik, Margaretha Maultasch, trouwde met markgraaf Johan Hendrik van Moravië, een jongere broer van de Duitse keizer Karel IV, telg uit het geslacht Luxemburg. Hij regeerde naast haar in Tirol van 1335 tot 1341. Margaretha verstootte haar echtgenoot in 1341 en huwde vervolgens markgraaf Lodewijk van Brandenburg, een zoon van keizer Lodewijk IV uit het vorstenhuis Wittelsbach. Tijdens deze strijd tussen beide dynastieën, wisten de lokale prinsbisschoppen en adel een deel van hun oude macht te herwinnen. In de Magna Charta van 1342, een feodale overeenkomst tussen gravin, graaf en hun leenheren, gaven Margaretha en Lodewijk van Brandenburg de standen de verzekering, dat ze hun oude rechten zouden handhaven en geen belasting zouden heffen zonder hun advies. Na de dood van hun zoon, graaf Meinhard III, in 1363 had gravin Margaretha geen nakomelingen meer. Zij droeg het grondgebied daarop, met instemming van de standen, over aan de hertogen van Oostenrijk, de broers Rudolf Iv, Albert III en Leopold III, die via hun grootmoeder achterkleinzonen waren van graaf Meinhard II van Tirol.

### Tirol onder de Habsburgse monarchie
De broers Rudolf IV, Albrecht III en Leopold III regeerden gemeenschappelijk de Oostenrijkse landen. Na de dood van Rudolf IV bleven de twee overgebleven broers aan de regering. In 1379 deelden zij hun landen waarbij Leopold III Tirol kreeg.
Na de dood van Leopold III in 1386 vond er een nieuwe deling plaats onder zijn zoons waarbij Frederik IV Tirol kreeg.
Rudolf IV versterkte de zuidelijke grens van Tirol doordat hij het prinsbisdom Trente in 1363 permanent tot een protectoraat van Tirol maakte en het prinsbisdom Brixen werd een protectoraat. Het grensgebied aan de rand van de Alpen dat de republiek Venetië had veroverd op het prinsbisdom Trient werd in 1516 door de Habsburgers veroverd.
Sinds 1400 resideerde de Tiroolse linie van de Habsburgers op slot Tirol bij Merano. Bij de landen van deze linie hoorde naast Tirol ook Voor-Oostenrijk. In 1420 werd de residentie verlegd naar Innsbruck.
In 1415 verviel Frederik IV in de Rijksacht, waardoor er een versplintering van het graafschap dreigde. De Tirolers wisten dit te voorkomen en de boeren speelden hierin een belangrijke rol. Sindsdien waren de boeren vertegenwoordigd in de standen, wat vrij uniek is. Toen de zoon van Frederik IV, hertog Sigismund, het land in 1487 aan Beieren wilde verkopen, namen de standen de regering over en voerden deze drie jaar lang tot koning Maximiliaan I de regering over het graafschap in 1490 overnam. Tirol bleef vervolgens tot 1564 in personele unie met Oostenrijk.
In deze tijd werd het gebied sterk uitgebreid. Na het uitsterven van de graven van Görz in 1500 werden het Pusterdal en het Lienzer bekken verworven. Na de Landshuter Successieoorlog werden in 1505 Rattenberg, Kitzbühel en Kufstein van Beieren verworven. Ten slotte werden in 1516 het gebied van Ampezzo en de Welsche Confinen van de Republiek Venetië verworven.
Na de dood van Ferdinand I in 1564 verdeelden zijn zoons opnieuw de Habsburgse landen waarbij Ferdinand II Tirol kreeg.
Na de dood van Ferdinand in 1595 viel Tirol terug aan de hoofdtak in Oostenrijk. Na het uitsterven van de hoofdtak in 1621 vielen alle landen toe aan hertog Ferdinand van Steiermarken. Deze droeg Tirol direct over aan zijn jongere broer Leopold V, waardoor er een nieuwe zijtak in Tirol ontstond. Deze linie stierf in 1665 uit, waarna Tirol definitief verenigd werd met het hertogdom Oostenrijk. In Innsbruck regeerden voortaan stadhouders.

### Tirol onder vreemd bestuur
In 1809 kwamen de Tirolers onder Andreas Hofer succesvol in opstand tegen het gehate Beierse bestuur. Nadat Oostenrijk de slag van Wagram tegen Napoleon had verloren, stonden de Tirolers echter alleen en moesten ze capituleren. De wraak van Napoleon was zwaar. Het land werd opgedeeld zodat de naam Tirol van de kaart kon verdwijnen. Het land werd verdeeld waarbij het koninkrijk Beieren het noorden tot Meran en Klausen kreeg, koninkrijk Italië het zuiden kreeg en de Illyrische Provincies onderdeel van het keizerrijk Frankrijk werden met de oostelijke districten Pustertal en Lienz.

### Tirol als Oostenrijks kroonland
Het Congres van Wenen herstelde de toestand van voor 1805 en het Graafschap Tirol werd in 1815 onafhankelijk van Beieren. Het gebied werd vergroot met gerechten van het voormalige prinsaartsbisdom Salzburg in het Zillertal, het Brixental en het Iseltal en gebied dat onderverdeeld was bij Vorarlberg in het Vorstelijk graafschap Tirol en land Vorarlberg. Tirol maakte nu deel uit van het unitaire keizerrijk Oostenrijk en later van het Oostenrijkse deel van Oostenrijk-Hongarije. De politieke situatie was echter niet langer stabiel, want de Italiaanssprekende Tirolers hadden goede herinneringen aan het Napoleontische koninkrijk Italië.

### Tirol na de Eerste Wereldoorlog
Om Italië aan de zijde van de geallieerden aan de Eerste Wereldoorlog te laten deelnemen werd in 1915 in het verdrag van Londen de Italiaanse aanspraak op het zuidelijke deel van Tirol erkend. Dat omvatte zowel het overwegend Italiaanssprekende Trentino (het vroegere prinsbisdom Trente) als een vrijwel uitsluitend Duitstalig deel van Tirol, met Bozen en Brixen. Na de oorlog moest Oostenrijk op basis van het Verdrag van St.-Germain van 1919 dit gebied afstaan aan Italië. Het Oostenrijkse Tirol bestaat sindsdien uit twee afzonderlijke delen: Noord-Tirol, en het veel kleinere Oost-Tirol rond de stad Lienz. Omdat in het zuidoosten van Zuid-Tirol ook de Ladinische bevolking zich niet als Italianen zagen maar als taalkundige minderheid binnen Oostenrijk werd in 1923 om politieke redenen Anpëz en omgeving van Zuid-Tirol losgemaakt en bij de Italiaanse provincie Belluno gevoegd. Anpëz wordt sindsdien Cortina d'Ampezzo genoemd. Het bij Italië gevoegde gedeelte is de regio Trentino-Zuid-Tirol en een klein gedeelte in het uiterste noorden van de regio Veneto.